# تأثير الشبكة
تَأْثِيرُ اَلشَّبَكَةِ (بالإنجليزية: Network effect, Network externality)‏ في مجال التجارة والاقتصاد هو تأثير مستخدم واحد لخدمة أو سلعة ما على قيمة هذه الخدمة أو السلعة لأشخاص آخرين. بمعنى آخر هي "عبارة عن الزيادة في قيمة المنتج أو الخدمة نتيجة للزيادة الحاصلة في إقبال المستهلكين أو استخدامهم لهذا المنتج أو هذه الخدمة، وهي عبارة عن أي تغير يحصل في استفادة المستخدم لمنتج أو خدمة معينة نتيجة للتغير في عدد المستخدمين الآخرين لنفس المنتج أو الخدمة.

## أنواع تأثير الشبكة
هناك نوعان من القيمة الاقتصادية التي تهمنا عند التفكير في تأثير الشبكة:
- قيمة الاكتفاء الذاتي "autarky value": عندما نستمد القيمة من المنتج فقط وعدم وجود مستخدمين آخرين.
- القيمة الشبكية "Network value": عندما نستمد القيمة من وجهة نظر المستخدمين الآخرين لهذا المنتج.

### مثال للتوضيح
أجهزة الحاسوب والأجهزة الأخرى لشركة أبل "Apple ". فرغم تراجع عدد مستخدميها «القيمة الشبكية»، إلا أن الشركة لم تعلن إفلاسها، ويعود السبب في ذلك إلى ارتفاع قيمة المبلغ الذي يدفعه المستخدم عند شراء أحد منتجاتها وهو ما يمثل«قيمة الاكتفاء الذاتي».
قيمة الشبكة بحد ذاتها من الممكن أن تكون مباشرةً أو غير مباشرةٍ، بحيث أنَّ:
- تأثير الشبكة المباشر direct network effect

عندما يكون هناك زيادة في القيمة نتيجة لزيادة الاستخدام.
مثال على ذلك: خدمة الهاتف وأجهزة الفاكس والإيميلات الإلكترونية.
- تأثير الشبكة غير المباشر " indirect network effect": حيث أن الزيادة في استخدام المنتج يولد زيادة في إنتاج السلع التكميلية ذات القيمة المتزايدة، مما يؤدي إلى زيادة قيمة المنتج الأصلي.

مثال على ذلك: نظام التشغيل ويندوز "Windows " له تأثير شبكة غير مباشر ويرجع إلى تواجد عدد كبير من البرامج المكملة لهذا النظام.

## فوائد تأثير الشبكة
تأثيرات الشبكة تصبح هامة بعد وصول نسبة الاشتراك إلى نسبة معينة تسمى الكتلة الحرجة "critical mass ". فعند نقطة الكتلة الحرجة تصل القيمة المتحققة من الخدمة أو السلعة إلى قيمة أعلى أو مساوية للمبلغ المدفوع لهذه الخدمة أو السلعة.
بما أن قيم السلع أو الخدمات تحدد عن طريق قاعدة من المستخدمين، هذا يعني أنه بعد عدد معين من الأشخاص المشتركين بهذه الخدمة أو المشترين لهذه السلعة، سوف يشترك أيضا عدد إضافي من الأشخاص بهذه الخدمة أو يقوم بشراء هذه السلعة نتيجة لما يسمى بتأثير الشبكة الإيجابي.
مفتاح النجاح الرئيسي هو الكيفية التي تمكن من جذب عدد كبير من المستخدمين قبل الوصول إلى الكتلة الحرجة.و قد تختلف الطرق الممكنة فمنها التي تعتمد على الدافع الخارجي، مثل الدفع، أو الإعفاء من الرسوم، أو طلب لتوقيع الأصدقاء.
و أخرى أكثر طبيعية حيث نقوم ببناء نظام لديه مايكفي من القيمة بدون الاستعانة بتأثير الشبكة، على الأقل في بداية البناء. بعد ذلك، كلما زاد عدد المستخدمين سوف يصبح النظام أكثر قيمة من قبل وسوف يجذب مستخدمين آخرين.

## تأثير الشبكة سلبي أم إيجابي
تأثير الشبكة الإيجابي واضح جداً، لأنه كلما زاد عدد المستخدمين كلما زاد التفاعل.
مثال على إيجابية تأثير الشبكة هو الموقع ويكبيديا "Wikipedia".
أما بالنسبة لتأثير الشبكة السلبي فهو نتيجة لـ:
1. محدودية المصادر.
2. تهاون الموفرين في توفير الخدمات بسبب على سبيل المثال عدم وجود المنافسة.

## أمثلة على تأثير الشبكة
- تأثير الشبكة – البورصات المالية.
- تبادل الأسهم في البورصات المالية هو ما يكون تأثير الشبكة.

## تأثير الشبكة – البرمجيات
هناك تأثيرات شبكة قوية جدا في مجال برامج الحاسب واسعة النطاق. نأخذ على سبيل المثال مايكروسوفت أوفيس " Microsoft office". لكثير من الناس اختيار مكملات لللأوفيس هو مطلب رئيسي يشمل ماهي قيمة تعلم هذة المكملات بالنسبة للموظفين المحتملين، أيضا مدى جودة هذه البرمجيات في التفاعل مع مستخدمين اخرين. بمعنى اخر، بما ان التعلم لاستخدام الأوفيس سوف ياخذ ساعات، هم يريدون أن يستثمرو هذا الوقت في تعلم مكملات الأوفيس التي من شأنها أن تجعل منهم أكثر جاذبية لأصحاب العمل المحتملين، أيضا أن يكونون قادرين على مشاركة الملفات.

## تأثير الشبكة – المواقع الإلكترونية
العديد من المواقع نجد فيها تأثير الشبكة. مثال على ذلك هو الأسواق والمبادلات على شبكة الإنترنت
"Web marketplaces and exchanges" بحيث أن قيمة السوق لمستخدم جديد يتناسب مع عدد المستخدمين الاخرين في السوق.
على سبيل المثال: موقع أي باي «eBay» لن يكون مفيدا إذا لم توجد هناك منافسة، مع ذلك عدد المستخدمين المتزايد
يجعل المزادات أكثر تنافسية مما يرفع سعر المزايدة على الأغراض المعروضة للمزايدة. مما يجعل البيع على هذا الموقع
مفيد جدا وأيضا مربح.